# محوطه قمرعالی ۲
محوطه قمرعالی ۲ مربوط به دوره اشکانیان - دوره ساسانیان است و در شهرستان گیلانغرب، بخش مرکزی، دهستان چله، ۱۰۰ متری جنوب غربی روستای قمر عالی واقع شده و این اثر در تاریخ ۱۸ اسفند ۱۳۸۷ با شمارهٔ ثبت ۲۴۹۰۶ به‌عنوان یکی از آثار ملی ایران به ثبت رسیده است.